# Hippoglossus
Genre
Hippoglossus est un genre de poissons marins de la famille des Pleuronectidae.
Comme tous les poissons de la famille des Pleuronectidae, les poissons du genre Hippoglossus possèdent un corps aplati asymétrique et leurs yeux sont sur un même côté du corps.

## Liste des espèces
Selon FishBase (13 fev. 2016) et World Register of Marine Species (13 fev. 2016) :
- Hippoglossus hippoglossus (Linnaeus, 1758) - Flétan de l'Atlantique
- Hippoglossus stenolepis Schmidt, 1904 - Flétan du Pacifique